# Apios taiwaniana
Apios taiwaniana är en ärtväxtart som beskrevs av Takahide Hosokawa. Apios taiwaniana ingår i släktet Apios och familjen ärtväxter. Inga underarter finns listade i Catalogue of Life.